# Plexaura flavida
Plexaura flavida is een zachte koraalsoort uit de familie Plexauridae. De koraalsoort komt uit het geslacht Plexaura. Plexaura flavida werd in 1815 voor het eerst wetenschappelijk beschreven door Lamarck. 